# Artenaccultuur
De Artenaccultuur of Artenacien was een archeologische cultuur van het late neolithicum of kopertijd (3e millennium v.Chr.)  in West-Centraal en Zuidwest-Frankrijk. De cultuur wordt gekenmerkt door haar aardewerk en stenen werktuigen.
Volgens recente gegevens verscheen de cultuur al in 3000/2900 v.Chr. (Artenac 1), maar haar eerste voorlopers kunnen zelfs teruggaan tot 3600 v.Chr. Artenac 2 begon in 2600/2500 v.Chr., terwijl de laatste sporen van de cultuur rond 1900 v.Chr. zichtbaar waren.
De cultuur werd gedefinieerd door Claude Burnez en Gérard Bailloud in 1962 na opgravingen in de grot van Artenac in het departement Charente. 

## Geschiedenis
De Artenaccultuur ontwikkelde zich in het late neolithicum tussen 3000 en 1900 v.Chr., mogelijk uit de Chasseycultuur, welke het in de Quercy direct opvolgde. In het kustgebied van de Gironde en in de Charente-Maritime zijn er stilistische echo's van de laatste fase van de Peu Richardcultuur, herkenbaar aan bijvoorbeeld de zigzag-decoraties en stippellijnen van het aardewerk.
In hoeverre de Loire-Dordognecultuur (met haar twee subgroepen Taizé en Vienne-Charente) de ontwikkeling van de Artenaccultuur in het meer continentale gebied heeft beïnvloed, is onduidelijk. Het betreft mogelijk een voorlopercultuur van de Artenaccultuur, maar in tegenstelling tot de steenindustrie van de Artenaccultuur, die gebaseerd was op afslagen, was deze voornamelijk gebaseerd op klingen.

### Verspreiding
De cultuur verspreidde zich zuidwaarts in het westen van Frankrijk naar de Pyreneeën. Na de ontdekking van de typesite in de Bonnieure-vallei in de Charente, werden er nog meer sites gevonden in het departement Dordogne, bij Beauregard in het departement Lot en in de Limousin. De cultuur werd zelfs tot aan de uitlopers van het Armoricaans massief waargenomen. Ook vondsten in Ligueil in het departement Indre-et-Loire en in Fort Harrouard in het departement Eure-et-Loir kunnen vanwege culturele affiniteit buitenposten van de Artenaccultuur vertegenwoordigen. 
De kerngebieden van de Artenaccultuur zijn dus het zuiden van Poitou, de Angoumois, de Périgord, het departement Vienne, het departement Gironde, het departement Saintonge, het departement Vendée, de Marais Poitevin en het departement Deux-Sèvres. Bovendien strekte haar invloed zich uit tot het midden van de Loire, het Bekken van Parijs tot de Gord-groep van de Seine-Oise-Marnecultuur, een groot deel van het Centraal Massief, en mogelijk zelfs Bourgondië en de regio Rhône-Alpes. Er bestond een culturele uitwisseling met de Saône-Rhônecultuur, met de Touwbekercultuur van Zwitserland en Nederland, met de beginnende klokbekercultuur, en ten zuiden van de Lot met de Ferrières- en Fontbouisseculturen in de Grands Causses, evenals met de late Vérazacultuur in de uitlopers van de Pyreneeën bij Toulouse.

### Invloed van de klokbekercultuur
Nieuwe archeologische studies tonen aan dat de Artenaccultuur tussen 2500 en 2000 v.Chr. in contact kwam met de kopertijd-klokbekercultuur. De klokbekermensen bewerkten al metaal en beïnvloedden de Artenaccultuur. Kenmerkend voor deze invloed zijn decoraties op de voeten van het vaatwerk, arceringen en laddermotieven. Afgezien van zeldzame geïmporteerde kralen van koper en andere metalen voorwerpen uit de Grands Causses en de Haut-Languedoc, was er echter geen noemenswaardige metaalbewerking binnen de Artenaccultuur. Er zijn echter ringen, naalden en priemen van koper met een laag arseengehalte gevonden op de typesite, in de Grottes du Quéroy en in Saint-Séverin-sur-Boutonne.

### Nederzettingen en graven
In de loop van de Artenaccultuur werden bestaande kringgreppels hergebruikt en werden naast grotten ook bestaande megalithische bouwwerken gebruikt voor begraving. Daarnaast toon de cultuur haar eigen creaties, zoals centrale nederzettingen beveiligd met aarden wallen, grote gemeenschapshuizen, maar ook kleinere, verspreide nederzettingen.

### Einde
De overgang van de laat-neolithische Artenaccultuur naar het begin van de bronstijd, die in Middenwest-Frankrijk rond 2200 v.Chr. begon,  is nog onduidelijk.

## Beschrijving

### Aardewerk
Zoals de meeste andere neolithische culturen wordt de Artenaccultuur voornamelijk bepaald door haar aardewerkproducten. Deze kunnen in twee grote groepen worden verdeeld: een vrij grof product bedoeld voor dagelijks gebruik en zeer fijne, artistiek waardevolle producten. Het kan worden onderscheiden:
- Vazen met platte bodem. Hun kleimassa is grofkorrelig en ze zijn onversierd. Ze komen voort uit een regionaal beperkte traditie van het recente neolithicum, zoals de Matignoncultuur / Peu-Richardcultuur of de Seuil du Poitou-groep, bestaande uit de voormalige Vienne-Charente-groep en de Taizé-groep.
- Vazen met ronde bodem gemaakt van fijnkorrelige klei. Ook inbegrepen zijn gekielde kommen en borden met kenmerkende versiering van ingesneden driehoekige of ruitvormige ontwerpen, vaak gestippeld of gearceerd en gerangschikt in horizontale banden.

Typerend voor het aardewerk van de Artenaccultuur zijn de tot een meter hoge opbergvaten, evenals zeer dunwandige, gedecoreerde vazen, maar ook complexe vormen met een gedraaide kiel of kleine bultachtige uitstulpingen. Het meest onderscheidende kenmerk zijn ongetwijfeld de neusvormige handgrepen.

### Stenen werktuigen
De stenen werktuigen van de Artenaccultuur worden, naast snijgereedschappen, gekenmerkt door de aanwezigheid van doordringende pijlpunten, die naar het einde van de cultuurfase vrij ingewikkelde gevleugelde en gesteelde vormen aannamen. Onder de snijgereedschappen bevonden zich blad-, koord-, diamant- en amandelvormige geometrieën. Ook gepolijste stenen bijlen, hoogwaardige dolken uit hoornsteen, geperforeerde schrapers en geometrische microlieten maakten hun opwachting. Al deze gereedschappen wijzen op een belangrijke interculturele ruilhandel tegen het einde van het neolithicum, zoals zichtbaar in de circulatie van hoornsteenklingen uit de regio Le Grand-Pressigny (departement Indre-et-Loire).
Een innovatie waren de nu zeer grote klingen die gebruikt werden voor dolken. Afslagen worden erg belangrijk, terwijl de productie van klingen nog slechts goed is voor iets minder dan 5 procent van de dagelijkse artikelen. De Kombewa-methode werd nog steeds gebruikt voor bifaciale retoucheringen.  
De tweede fase van de Artenaccultuur vanaf 2600 v.Chr. zag verdere innovaties in stenen werktuigen. Het gebruik van het aambeeld om afslagen te produceren kwam nu voor het eerst voor, zoals ook te zien was bij de klokbekercultuur. Bij de gereedschappen ontstaan frequente, zeer fijn bewerkte, geperforeerde kerfresten. De assemblages behouden hun diversiteit, maar bevatten nu vierkante gevleugelde pijlpunten en aan beide zijden geperforeerde zaagbladen. Sommige sites getuigen ook van zeer originele stekers die volledig waren geretoucheerd.